# Blumau (Südtirol)
Blumau (italienisch Prato all’Isarco) ist ein Dorf in Südtirol (Italien) ca. 8 km östlich von Bozen. Es befindet sich im unteren, schluchtartigen Abschnitt des Eisacktals auf 330 m Höhe. Bei Blumau zweigt das Tierser Tal vom Eisacktal Richtung Südosten in die Dolomiten ab. Der kleine Ortskern liegt im engen Talboden an der Einmündung des Tierser bzw. Breibachs in den Eisack.
Der Ortsname – erstmals 1381 als „Plumau“ bezeugt – hat nichts mit „Blumen-Au“ zu tun, sondern entstand aus dem mittelhochdeutschen Wort Blume bzw. Plumme für Holzfloß, da dort das gefällte Holz für die Verflößung in die Po-Ebene zusammengestellt wurde, und dem Suffix -au. Der italianisierte Name Prato all'Isarco, der rückübersetzt Wiese am Eisack bedeutet, ist damit auch ein typisches Beispiel für die Vorgangsweise bei der Erstellung des Prontuario durch Ettore Tolomei.
Bekannt wurde Blumau auch durch die Bierbrauerei von Josef Kräutner (* 1831, Fügen im Zillertal; † 1896, Blumau). Die Kräutner'sche Brauerei wurde 1855 begründet und gehörte im 19. und frühen 20. Jahrhundert zu den führenden Brauereien Südtirols, ehe sie, seit Josefs Tod von dessen Sohn Ludwig Kräutner geleitet, im Jahr 1924 mit der Brauerei Vilpian der Gebrüder Erwin und Oswald Schwarz aus Bozen zur Brauerei Blumau-Vilpian GmbH fusionierte. Das ca. 12 Hektar umfassende Gelände der 1929 stillgelegten und 1933 vom italienischen Innenministerium übernommenen ehemaligen Brauerei diente den Faschisten von 1940 bis 1943 als Internierungslager Campo di concentramento di Prato Isarco, in dem vorwiegend Kriegsgefangene der alliierten Streitkräfte untergebracht waren. Die patriotische Bewegung Südtiroler Heimatbund versuchte, das Internierungslager zum Konzentrationslager hochzustilisieren, um daraus politisches Kapital zu schlagen. Gegen die Gleichsetzung des Blumauer Internierungslagers mit einem Konzentrationslager und die damit verbundene Banalisierung der NS-Vernichtungspolitik protestierte die regionale ANPI-Vereinigung.

## Gemeindezugehörigkeit

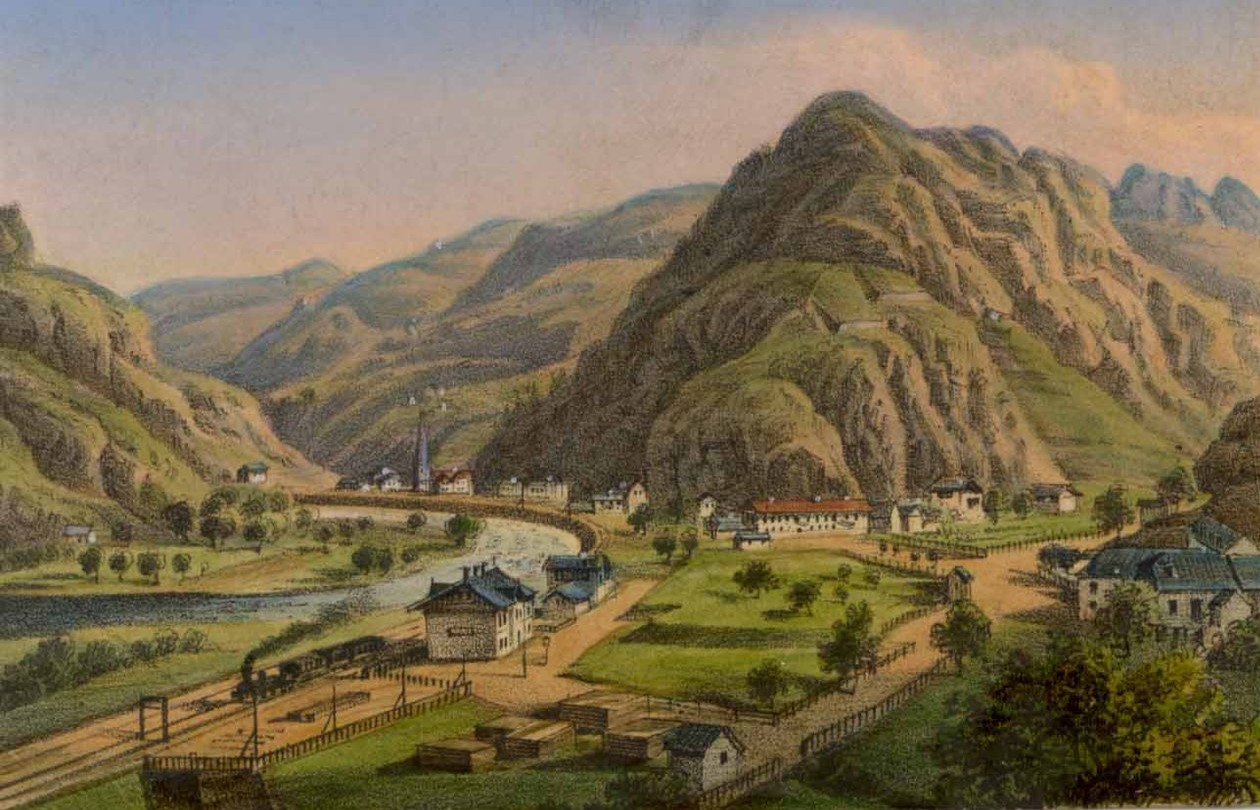
Blumau im Eisacktal – Farblithographie des späten 19. Jahrhunderts, mit der Brennerbahnlinie und Richtung Bozen ausfahrendem Zug

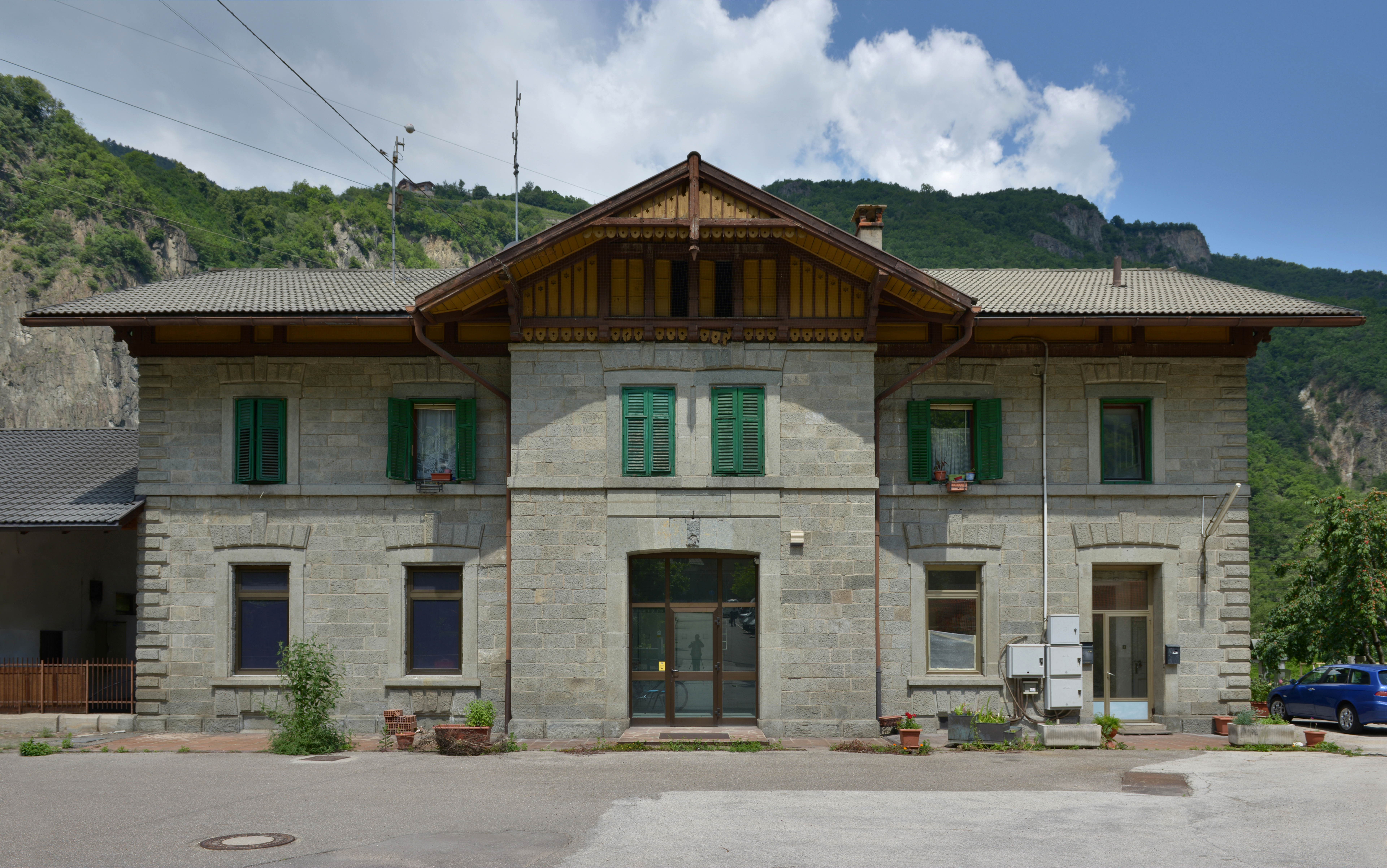
Der Bahnhof von Blumau

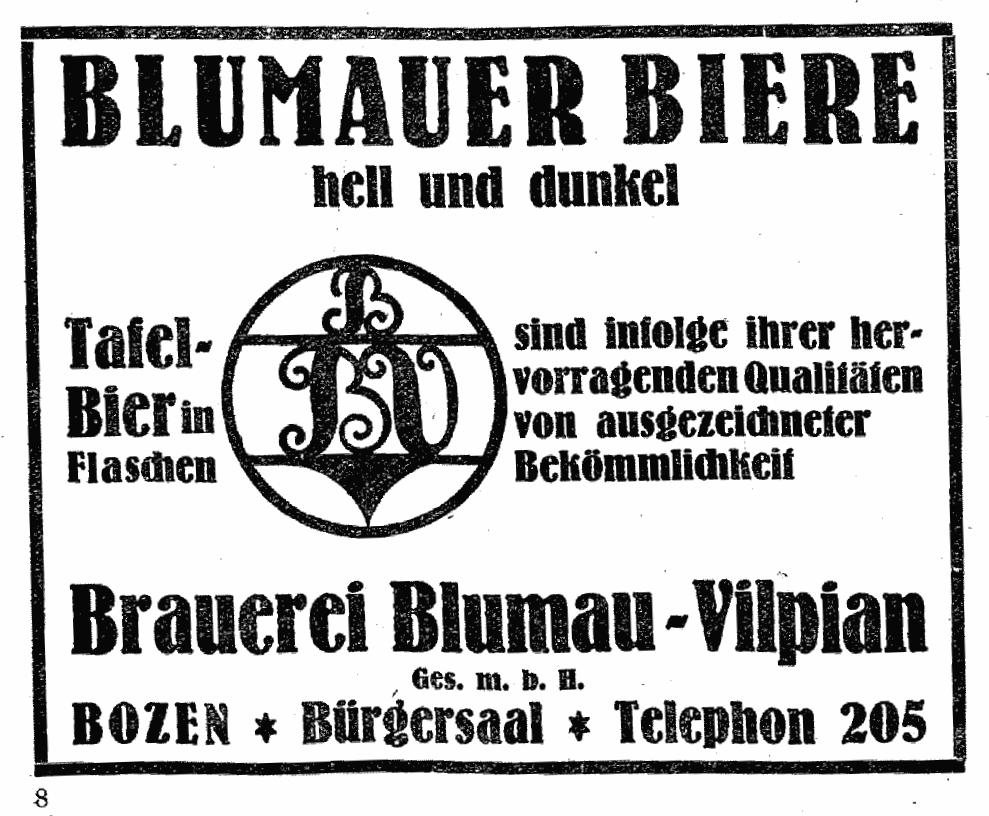
Werbeschaltung für die Blumauer Biere von 1925

Blumau gehört zu drei Gemeinden, deren Grenzen durch den Eisack und den Tierser Bach gebildet werden.
Der Großteil des Dorfes, westlich des Tierser Baches und südlich des Eisacks, gehört zu Karneid. Im Karneider Teil befinden sich die Schulen, der Bahnhof, das Postamt, die einzige Bankfiliale und ein Großteil der Geschäfte und Gastlokale.
Das Gebiet östlich des Tierser Baches ist Teil der Gemeinde Völs am Schlern. Dort befinden sich unter anderem die Pfarrkirche mit dem Friedhof, ein Gasthaus (Blumauer Hof), eine Metzgerei, die Loacker Remedia GmbH (Partner der Deutschen Homöopathie-Union) und eine Gärtnerei.
Die wenigen Häuser, die nördlich des Eisacks liegen, gehören zur Gemeinde Ritten.

## Bildung
In Blumau befinden sich für die deutsche Sprachgruppe ein Kindergarten, eine Grundschule sowie eine Mittelschule, die von Schülern der Gemeinden Tiers und Völs sowie der Karneider Fraktionen Steinegg und Blumau besucht wird.

## Verkehr
Blumau ist ein Verkehrsknotenpunkt für den öffentlichen und Individualverkehr:
Die Brennerstaatsstraße (SS 12) führt mitten durch das Dorf. Von ihr zweigen die Straßen nach Steinegg, ins Schlerngebiet sowie die alte Straße nach Tiers ab. Daher halten zahlreiche Buslinien in Blumau.
Die Brennerautobahn windet sich auf hohen Brücken durch das enge Eisacktal an Blumau vorbei; die Autobahnausfahrt Bozen Nord befindet sich nur wenige Kilometer südwestlich von Blumau auf Karneider Gemeindegebiet.
Auch die Brennerbahn fährt durch Blumau. Am Bahnhof, 1867 von Wilhelm von Flattich entworfen, halten allerdings seit 1999 keine Personenzüge mehr. Die Trasse durch Blumau ist ein kurzes offen geführtes Wegstück zwischen zwei längeren Tunnels, dem Schlerntunnel (13.307 Meter) und dem Kardauntunnel (3.939 Meter).
In Blumau befindet sich ein Endpunkt des Radkunstwegs „Augenreise“, der ein Teilstück der Radroute 1 „Brenner–Salurn“ darstellt.